# Grafton Underwood
Grafton Underwood är en by och en civil parish i kommunen North Northamptonshire i Northamptonshire i England. Orten har 146 invånare (2011). Byn nämndes i Domedagsboken (Domesday Book) år 1086, och kallades då Grastone.